# 661 TCN
661 TCN là một năm trong lịch La Mã.